# (2611) Boyce
(2611) Boyce (1978 VQ5; 1970 GO; 1972 TD9; 1977 RB3) ist ein Asteroid des äußeren Hauptgürtels, der am 7. November 1978 von den US-amerikanischen Astronomen Schelte John Bus und Eleanor Helin am Palomar-Observatorium nordöstlich von San Diego in Kalifornien (IAU-Code 675) entdeckt wurde.

## Benennung
(2611) Boyce wurde nach dem Planetologen Joseph M. Boyce benannt, der bei der NASA tätig ist. Seine detaillierten Untersuchungen von kleinen Mondkrater bilden die Grundlage für unser heutiges Wissen zum Vulkanismus auf dem Mond.